# Costa Rica a 2012. évi nyári olimpiai játékokon
Costa Rica a nagy-britanniai Londonban megrendezett 2012. évi nyári olimpiai játékok egyik részt vevő nemzete volt. Az országot az olimpián 6 sportágban 11 sportoló képviselte, akik érmet nem szereztek.

## Atlétika
Férfi
| Versenyszám  | Előfutam | Előfutam | Előfutam | Elődöntő | Elődöntő | Elődöntő | Döntő   | Döntő    |         |
| Versenyszám  | Idő      | Hely.    | Össz.    | Idő      | Hely.    | Össz.    | Idő     | Helyezés |         |
| ------------ | -------- | -------- | -------- | -------- | -------- | -------- | ------- | -------- | ------- |
| Nery Brenes  | 400 m    | 45,65    | 4.       | 24.      | kiesett  | kiesett  | kiesett | kiesett  | kiesett |
| César Lizano | Maraton  |          |          |          |          |          |         | 2:24:16  | 65.     |

Női
| Versenyszám    | Előfutam  | Előfutam | Előfutam | Elődöntő | Elődöntő | Elődöntő | Döntő   | Döntő    |         |
| Versenyszám    | Idő       | Hely.    | Össz.    | Idő      | Hely.    | Össz.    | Idő     | Helyezés |         |
| -------------- | --------- | -------- | -------- | -------- | -------- | -------- | ------- | -------- | ------- |
| Sharolyn Scott | 400 m gát | 57,03    | 6.       | 27.      | kiesett  | kiesett  | kiesett | kiesett  | kiesett |
| Gabriela Traña | Maraton   |          |          |          |          |          |         | 2:43:17  | 91.     |

## Cselgáncs
Férfi
| Versenyszám          | Selejtező         | 32-es főtábla     | Nyolcaddöntő                        | Negyeddöntő       | Elődöntő          | Vigaszág elődöntő | Bronz- mérkőzés   | Döntő             | Helyezés |     |
| Versenyszám          | Ellenfél Eredmény | Ellenfél Eredmény | Ellenfél Eredmény                   | Ellenfél Eredmény | Ellenfél Eredmény | Ellenfél Eredmény | Ellenfél Eredmény | Ellenfél Eredmény | Helyezés |     |
| -------------------- | ----------------- | ----------------- | ----------------------------------- | ----------------- | ----------------- | ----------------- | ----------------- | ----------------- | -------- | --- |
| Osman Murillo Segura | Könnyűsúly        | erőnyerő          | Hussein Hafiz (EGY) · 000(3)–020(0) | kiesett           | kiesett           | kiesett           |                   |                   |          | 17. |

## Kerékpározás

### Hegyi-kerékpározás
| Versenyszám   | Idő                | Helyezés         |     |
| ------------- | ------------------ | ---------------- | --- |
| Paolo Montoya | Férfi terepverseny | 1:41:19 (+12:12) | 36. |

### Országúti kerékpározás
Férfi
| Versenyző     | Versenyszám   | Idő             | Helyezés |
| ------------- | ------------- | --------------- | -------- |
| Andrey Amador | Mezőnyverseny | 5:46:37 (+0:40) | 35.      |

## Taekwondo
Férfi

| Versenyszám   | Nyolcaddöntő      | Negyeddöntő                       | Elődöntő          | Vigaszág elődöntő | Bronz- mérkőzés   | Döntő             | Helyezés |     |
| Versenyszám   | Ellenfél Eredmény | Ellenfél Eredmény                 | Ellenfél Eredmény | Ellenfél Eredmény | Ellenfél Eredmény | Ellenfél Eredmény | Helyezés |     |
| ------------- | ----------------- | --------------------------------- | ----------------- | ----------------- | ----------------- | ----------------- | -------- | --- |
| Heiner Oviedo | Légsúly           | Alekszej Gyenyiszenko (RUS) · 2-5 | kiesett           | kiesett           |                   |                   |          | 11. |

## Triatlon
| Versenyszám     | 1,5 km úszás | Depózás 1 | 40 km kerékpározás | Depózás 2 | 10 km futás | Összesítés | Összesítés |     |
| Versenyszám     | Idő          | Idő       | Idő                | Idő       | Idő         | Idő        | Helyezés   |     |
| --------------- | ------------ | --------- | ------------------ | --------- | ----------- | ---------- | ---------- | --- |
| Leonardo Chacón | Férfi        | 17:24     | 0:42               | 1:00:19   | 0:32        | 33:42      | 1:52:39    | 48. |

## Úszás
Férfi
| Versenyszám   | Előfutam    | Előfutam | Előfutam | Elődöntő | Elődöntő | Elődöntő | Döntő   | Döntő    |         |
| Versenyszám   | Idő         | Hely.    | Össz.    | Idő      | Hely.    | Össz.    | Idő     | Helyezés |         |
| ------------- | ----------- | -------- | -------- | -------- | -------- | -------- | ------- | -------- | ------- |
| Mario Montoya | 200 m gyors | 1:51,66  | 3.       | 33.      | kiesett  | kiesett  | kiesett | kiesett  | kiesett |

Női
| Versenyszám | Előfutam       | Előfutam | Előfutam | Elődöntő | Elődöntő | Elődöntő | Döntő   | Döntő    |         |
| Versenyszám | Idő            | Hely.    | Össz.    | Idő      | Hely.    | Össz.    | Idő     | Helyezés |         |
| ----------- | -------------- | -------- | -------- | -------- | -------- | -------- | ------- | -------- | ------- |
| Marie Meza  | 100 m pillangó | 1:07,01  | 3.       | 42.      | kiesett  | kiesett  | kiesett | kiesett  | kiesett |